# Pays d'Aix Venelles Volley-Ball 2020-2021
Questa voce raccoglie le informazioni riguardanti il Pays d'Aix Venelles Volley-Ball nelle competizioni ufficiali della stagione 2020-2021.

## Organigramma societario
Area direttiva
- Presidente: Bernard Soulas

Area tecnica
- Allenatore: Alessandro Orefice
- Allenatore in seconda: Danilo Pejović

## Rosa
| N° | Nome                     | Ruolo | Data di nascita  | Nazionalità sportiva |
| -- | ------------------------ | ----- | ---------------- | -------------------- |
| 1  | Myriam Kloster           | C     | 4 agosto 1989    | Francia              |
| 2  | Adeline Aubry            | P     | 16 dicembre 1998 | Francia              |
| 3  | Ol'ha Trač               | C     | 15 novembre 1988 | Ucraina              |
| 4  | Alisée Camberabero       | L     | 23 febbraio 1996 | Francia              |
| 5  | Amélie Rotar             | O     | 24 ottobre 2000  | Francia              |
| 7  | Giovanna Milana          | S     | 13 giugno 1998   | Stati Uniti          |
| 8  | Lou Raquin               | L     | 25 gennaio 2002  | Francia              |
| 11 | Tanja Grbić              | P     | 9 luglio 1988    | Serbia               |
| 12 | Marie-France Garreau Dje | C     | 10 aprile 1992   | Francia              |
| 14 | Laura Künzler            | S     | 25 dicembre 1996 | Svizzera             |
| 19 | Fatou Diouck             | O     | 19 giugno 1985   | Francia              |
| 20 | Amanda Coneo             | S     | 20 dicembre 1996 | Colombia             |